# (You Drive Me) Crazy
(You Drive Me) Crazy (Přivádíš mě k šílenství) je třetí píseň Britney Spears z jejího prvního alba …Baby One More Time. Píseň vyšla během třetí čtvrtiny roku 1999 a později byla zařazena i na album největších hitů této zpěvačky s názvem Greatest Hits: My Prerogative.

## Informace o písni
Píseň je odlišná od verze, která vyšla na albu. Ta, která vešla do povědomí posluchačů je nejčastěji nazývána jako Stop Remix!. Píseň se objevila ve filmu Přivádíš mě k šílenství.
Píseň napsal a produkoval hudební táta Britney Spears Max Martin.
Hlavním úkolem Britney během velké části její kariéry bylo mlčet a poslouchat to, co jí někdo nařídil. Přesto si už zkraje svého úspěchu dupla nožkou a prosadila jako singl právě „(You Drive Me) Crazy“. Management s její volbou moc spokojený nebyl, proto se producenti písně Max Martin a Rami vrátili do studia a píseň kompletně překopali. Mimochodem, „Crazy“ je jedinou písní Britney Spears, která trůnila na prvním místě české rádiové hitparády.
Milovníci seriálů pro děti mohou ve videoklipu spatřit další dva idoly náctiletých, Melissu Joan Hart a Adama Greniera

## Videoklip
Stejně jako předešlá dva klipy i tento režíroval Nigel Dick. Videoklip obdržel i nominaci na MTV Video Music Awards v kategorii nejlepší taneční videoklip. Všechno se natáčelo v Kalifornii a začíná to pohledem na Britney v roli servírky v restauraci.
Pak se Britney objevuje v zeleném topu a černých kalhotách na obrovské taneční scéně, kde nad hlavami všech visí obrovský nápis CRAZY. Ve videoklipu se objevuje i známá americká herečka Melissa Joan Hartová, která tak dělá reklamu svému filmu.

## Hitparádové úspěchy
Píseň (You Drive Me) Crazy se stala v pořadí druhou písní Britney Spears, která se dostala Top 10 americké prestižní hitparádě Billboard Hot 100.
Tento song byl opět obrovským hitem v mezinárodním měřítku. Vedlo se mu dobře v Evropě, Kanadě i Austrálii.
Ve Velké Británii se této písně prodalo více než 257 000 kopií a Britney se tak stala v Británii nejprodávanějším umělcem za rok 1999, kdy zde prodala skoro 2 miliony kusů singlů.

## Umístění ve světě
| Hitparáda (1999) | Umístění |
| ---------------- | -------- |
| Česko            | 1        |
| Svět             | 1        |
| Izrael           | 1        |
| Filipíny         | 2        |
| Nizozemso        | 2        |
| Evropa           | 2        |
| Francie          | 2        |
| Norsko           | 2        |
| Švédsko          | 2        |
| Finsko           | 3        |
| Německo          | 4        |
| Švýcarsko        | 4        |
| Nový Zéland      | 5        |
| Velká Británie   | 5        |
| Rakousko         | 10       |
| USA              | 10       |
| Austrálie        | 12       |
| Kanada           | 13       |

| Hitparáda      | Prodejnost |
| -------------- | ---------- |
| Austrálie      | 70,000     |
| Francie        | 250,000    |
| Nový Zéland    | 5,000      |
| Velká Británie | 257,000    |
| Celkem         | 582,000    |